# Liste in Albanien vorhandener Dampflokomotiven
Dies ist eine Liste erhaltener Dampflokomotiven auf dem Gebiet von Albanien.
Insgesamt wurden im und nach dem Zweiten Weltkrieg 25 verschiedene Dampflokomotiven in Albanien von der Hekurudha Shqiptare eingesetzt. Von diesen konnten 1996 noch zwölf Stück nachgewiesen werden – zum Teil waren aber nur noch so wenige Teile vorhanden, dass sie nicht klar zugeordnet werden konnten. Bis auf die unten aufgeführte wurden alle Dampflokomotiven zwischenzeitlich verschrottet, nachdem ein Verbot zur Verschrottung von Rollmaterial aufgehoben worden war.

## Normalspurlokomotiven
| Foto            | Nummer oder Name | Bauart / Achsfolge | Hersteller | Fabrik- nr. | Baujahr | Historie | Eigentümer / Betreiber / Strecke | Standort                                     | Bemerkungen |
| --------------- | ---------------- | ------------------ | ---------- | ----------- | ------- | -------- | -------------------------------- | -------------------------------------------- | --- |
| TKt48 in Tirana | HSH TKt48-02     | 1’D1’ t            | Chrzanów   | 2923        | 1951    |          |                                  | Tirana, am Standort des ehemaligen Bahnhofes | Die Lokomotive stammt aus Polen und wurde an Albanien übertragen; dort bis 1986 im Einsatz, 1991 letztmals für eine Sonderfahrt eingeheizt, seit ca. 2019 ausgestellt |